# Chris Cross
Christopher Thomas Allen (Tottenham, Londen, 14 juli 1952 – 25 maart 2024), beter bekend als Chris Cross, was een Engelse muzikant, vooral bekend als bassist, maar ook als songwriter bij de New wave-band Ultravox. Hij begon zijn muziekcarrière bij Stoned Rose en was medeoprichter van Tiger Lily in april 1974, voordat die band twee jaar later werd hernoemd tot Ultravox.
Cross verliet Ultravox in 1989, enkele jaren na het uitbrengen van het studioalbum U-Vox in 1986. In 2009 sloot hij zich weer aan bij de band tijdens een revivaltour. In 2013 hield hij ermee op.

## Levensloop
Christopher Thomas Allen werd geboren op 14 juli 1952 in Tottenham, Londen. Hij ging naar Belmont Secondary Modern School en William Forster Comprehensive School. Hij begon zijn muziekcarrière in verschillende bands, met als belangrijkste vroege invloeden Small Faces, Desmond Dekker en The Crazy World of Arthur Brown.
Later sloot hij zich aan bij Stoned Rose in Preston, Lancashire, maar besloot ook psychologie te gaan studeren aan de universiteit, een interesse die hij al langer had. In periodes dat hij niet professioneel met muziek bezig was, werkte hij als psychotherapeut. In de jaren 70 werkte hij mee bij de glamrockband van zijn broer, Hello. In 1982 nam hij met Maxwell Langdown en Midge Ure het album The Bloodied Sword op. 

### Tiger Lily en Ultravox
Na zijn studie keerde hij terug naar Londen om zich aan te melden bij het Royal College of Art. Ondertussen werd in 1974, na het beantwoorden van een advertentie, de band Tiger Lily opgericht, met hem als medeoprichter (toen bekend als Chris St. John), zanger Dennis Leigh, gitarist Stevie Shears, drummer Warren Cann en violist-keyboardist Billy Currie. Na optredens tussen 1974 en 1976 hernoemde de band zichzelf tot Ultravox!.
In 1979 sloot Midge Ure, die goed bevriend was met Cross, zich als zanger aan bij Ultravox en in het jaar daarop bracht de band het commercieel succesvolle album Vienna uit. Cross speelde bas en synthesizer en schreef mee teksten met Ure. 

### Andere projecten
Cross en Ure regisseerden samen ook videoclips van Ultravox en andere artiesten, onder meer de clip bij Shy Boy van Bananarama en The Telephone Always Rings door Bananarama en Fun Boy Three. Cross werkte mee aan de soundtrack voor de videogame Metal Gear Solid V: The Phantom Pain, de film Quo Vadis, Baby? in 2005 en de televisieserie Inside No. 9 in 2014. Verder componeerde hij de filmmuziek voor Max Headroom.
Hij hield zich eveneens bezig met kunst, design en grafische vormgeving.

## Overlijden
Chris Cross overleed op 25 maart 2024 op 71-jarige leeftijd. De doodsoorzaak werd niet meegedeeld. Zijn overlijden werd bekendgemaakt door vriend en collegamuzikant Midge Ure. Na zijn overlijden veilde de familie een 300-tal van zijn instrumenten en memorabilia. De opbrengst werd geschonken aan goede doelen in de muziekindustrie: Music For Youth, Music For All en Youth Music.